# El gordo Alberto y la pandilla Cosby
El gordo Alberto y la pandilla Cosby fue una serie de televisión creada por el famoso humorista estadounidense Bill Cosby, que se basó en su propia experiencia como adolescente en las calles de Filadelfia. El racismo, las drogas y la delincuencia son los temas tratados habitualmente en cada uno de los episodios, pero siempre desde un punto de vista infantil y educativo, fomentando los valores de la solidaridad, el respeto y la lealtad. Uno de los protagonistas es el propio Bill Cosby, que aparece caricaturizado como uno de los chicos que acompañan al Gordo Alberto en sus historias callejeras. Fue producida por Filmation Associates en 1972; siendo los personajes principales de la serie: El Gordo Alberto, Mushmouth, Dumb Donald, Bill Cosby, Russell Cosby, Weird Harold, Rudy Davis y Bucky.
Canal 13 también la emitió en la década de los 80.
- Datos: Q2553745